# Gunnar Medberg
Gunnar E. Medberg (Persberg, 27 maart 1927 – ?, 1989) was een Zweeds componist, arrangeur en trombonist.

## Levensloop
Medberg werd geboren in een muzikale familie. Zijn vader was inspecteur van een station van de Zweedse spoorwegmaatschappij en was amateurfluitist. Elk lid van zijn familie speelde trouwens een muziekinstrument. Al vroeg kwam Gunnar dus in contact met muziek en hij speelde in zijn jeugd in diverse dansorkesten drumstel. Door een trombonist bij een concert in het vrijetijdspark van Kristinehamn werd hij zo gefascineerd, dat hij besloot om zich te wijden aan de blaasinstrumenten. Eigenlijk zou hij ingenieur worden, maar hij nam les bij de trombonist Rune Asp. In 1945 werd hij trombonist bij de militaire muziekkapel van het "9e Kungliga Bergslagens Artilleriregementes". In 1947 verruilde hij dat orkest voor het "Svea Livgarde regementet (Zweedse Garderegiment)" in Stockholm. Later werkte hij eveneens in de "Regionmusikkåren" in Stockholm. Aldaar studeerde hij harmonie, compositie en trombone aan de Kungliga Musikhögskolan, het Koninklijk conservatorium. 
Van 1949 tot 1961 werkte hij als trombonist mee in het China-Varieténs orkester. 
In aanvulling daarop begeleidde hij Sammy Davis jr., Judy Garland en Frank Sinatra toen zij door Zweden toerden. In 1969 nam hij naast Rolf Ericson als Zweedse aanwinst deel aan het televisieconcert van het orkest van Duke Ellington in de Gustav Vasa kerk in de Stockholmse wijk Vasastaden. 
Hij arrangeerde een groot aantal marsen (Svea Livgardes marsch van Wilhelm Körner, Livregementets grenadjärers marsch van Carl Eilhardt, Der Schutzgeist - Hälsinge regementes marsch van Hermann Schmidt, Dragonerna komma - Livgardets dragoners marsch van Aaron Ericson, Livregementets husarers marsch van Carl Hoffman, Norrlands dragonregementes marsch van Hjalmar Carlsson, Konungen av Preussen-march - Göta livgardes marsch van J. W. Schubert, Till fronten - Luftvärnsskjutskolans marsch van Berg, Ikaros - Arméns fältarbetsskolas marsch, Göta ingenjörregementes marsch, Gotlands artilleriregementes marsch van Otto Wilhelm Löfdahl, Artilleri V - Bergslagens artilleriregementes marsch van Gustaf Ström, Auf nach Valencia - Östgöta arméflygbataljons marsch van Julius Eisengräber, Under värnplikt - Roslagens luftvärnsregementes marsch van Axel Jacobsson, Skånska luftvärnsregementes marsch van Ferdinand Lindgren, Nu eller aldrig - Sundsvalls luftvärnsregementes marsch van Bengt Ohlsson, Quo vadis - Göta luftvärnsregementes marsch van Birger Hellström, Takt och ton - Luleå luftvärnsregementes marsch van Per Grundström, Norrlands trängregementes marsch van Ludvig Wilhelm Smith, Narvamarch - Krigsskolans marsch van Andreas Düben, Muistoja Pohjolasta van Sam Sihvo). Verder arrangeerde hij klassieke werken voor blaasorkest zoals de Scherzo-Polka en de Bad'ner Kurpark-Tradition - Promenade-Musik van Ebbe Grims-land, het I sommarnatt van Knut Söderström, Evert Taube-melodier van Evert Traube alsook de The international president van Bengt Mellberg. Als componist schreef hij vooral voor harmonieorkest en brassband alsook kamermuziek. In 1981 ontving hij een financiële steun van de SKAP – Föreningen Svenska Kompositörer Av Populärmusik. 

## Composities

### Werken voor harmonieorkest of brassband
- 1955 Marsch för brassband, voor harmonieorkest (opdracht van de "Spårvägens musikkår", het blaasorkest van de Zweedse spoorwegmaatschappij)
- 1957 rev.1986 Kungl. Armétygförvaltningens Driftvärns marsch
- 1965 Fyra kavallerimarscher
- 1968 Stockholmsmarsch
- 1970 Sankt Erik - Festmarsch
- 1971 Happy trombones, voor trombonekwartet en harmonieorkest
- 1971 Värmlandspilen, mars
- 1973 Konsert (Concert), voor klarinet en harmonieorkest 
  1. Allegro moderato
  2. Andantino
  3. Allegro moderato
- 1974 Ingrid-valser, wals
- 1975 Ingridmarsch
- 1975 Regionsmusikernas honnörsmarsch (won de 1e prijs tijdens een compositiewedstrijd voor marsmuziek van de "Kompaniofficersförbundet")
- 1978 Impact brass - Divertimento, voor brassband
- 1979 Carinamarsch
- 1980 Divertimento, voor tuba solo en harmonieorkest
- 1980 Väduren, mars

### Kamermuziek
- 1951 Ur Suite No 1, voor trombonekwartet
- 1953 Suite No 2, voor trombonekwartet
- 1953 Tre improvisationer (Drie improvisaties), voor trombonekwartet
- 1954 Suite No 3, voor trombonekwartet
- 1958 Konsert för brassoktett, voor koperoctet
- 1981 Suite, voor koperkwintet